# いおう (掃海艇)
いおう（ローマ字：JDS Iou, MSC-631、YAS-83）は、海上自衛隊の掃海艇。たかみ型掃海艇の2番艇。艇名は硫黄島に由来する。この命名基準で設定された艦名としては初。同じ読みの伊王島としての「伊王」としては旧日本海軍に鵜来型海防艦の1隻がある。

## 艦歴
「いおう」は、第3次防衛力整備計画に基づく昭和42年度計画掃海艇331号艇として、日本鋼管鶴見造船所で1968年9月21日に起工され、1969年8月12日に進水、1970年1月22日に就役し、同日付で第1掃海隊群隷下に新編された第41掃海隊に「たかみ」とともに編入された。定係港は呉。
1974年8月28日、第41掃海隊が呉地方隊阪神基地隊に編入。
1986年3月27日、特務船に種別変更され、船籍番号がYAS-83に変更。呉地方隊隷下の呉港務隊に編入。同年5月24日、佐世保地方隊佐世保警備隊隷下の奄美基地分遣隊に編入。
1992年11月24日、除籍。